# Extension Gunners
Der Extension Gunners Football Club ist ein Fußballverein aus Lobatse, Botswana. Aktuell spielt der Verein in der zweiten Liga des Landes, der Botswana First Division.

## Geschichte
Der auch „Mapantsula“ genannte Verein wurde 1962 gegründet. Er gehört zu den erfolgreichsten seines Landes. In den 1990er Jahren hatte der Klub seine Glanzzeiten und gewann drei nationale Meistertitel. Auch den Challenge Cup konnte er dreimal gewinnen. Durch die Erfolge konnte er sich mehrmals für die afrikanischen Wettbewerbe qualifizieren.

## Erfolge
- Botswanischer Meister: 1992, 1993, 1994
- Botswanischer Pokalsieger: 1988, 1992, 2011

## Stadion
Der Verein trägt seine Heimspiele im Lobatse-Stadion in Lobatse aus. Das Stadion hat ein Fassungsvermögen von 22.000 Personen.

## Trainerchronik
| Trainer                    | Nation   | von           | bis           |
| -------------------------- | -------- | ------------- | ------------- |
| Juan Miguel Gomez Gonzalez | Spanien  | 1. April 2018 | heute         |
| Rahman Gumbo               | Simbabwe | 8. März 2014  | 30. Juni 2016 |

## Statistik in den CAF-Wettbewerben
| Wettbewerb                          | Runde         | Gegner                   | Hinspiel | Rückspiel           |  |
| ----------------------------------- | ------------- | ------------------------ | -------- | ------------------- |  |
|                                     |               |                          |          |                     |  |
| African Cup of Champions Clubs 1993 | Qualifikation | Kaizer Chiefs            | 0:1 (H)  | 0:5 (A)             |  |
| African Cup of Champions Clubs 1994 | Qualifikation | Chief Santos             | 2:0 (H)  | 2:3 (A)             |  |
|                                     | 1. Runde      | AS Vita Club             | 0:5 (A)  | 1:1 (H)             |  |
| African Cup of Champions Clubs 1995 | Qualifikation | Eleven Men in Flight FC  | 2:2 (A)  | 2:2 (H) / 2:4 i. E. |  |
| African Cup Winners’ Cup 2002       | Qualifikation | US Beau Bassin-Rose Hill | 2:3 (A)  | 1:1 (H)             |  |
| CAF Confederation Cup 2012          | Qualifikation | Tana Formation           | 2:1 (H)  | 0:2 (A)             |  |